# Henderson's Boys
Henderson's Boys est une série de romans pour la jeunesse écrite par l'auteur britannique Robert Muchamore.
Dérivée de la première grande série écrite par l'auteur, CHERUB, elle explique les origines de ce service très secret qui existerait au sein des services secrets britanniques. Cette série se déroule pendant la Seconde Guerre mondiale.
La série s'est terminée avec sept tomes en 2013 en Angleterre et en 2014 en France.

## Livres

### Tome 1,L'Évasion(The Escape)
Le livre est paru en Angleterre en février 2009 et en France le 12 mai 2010.
L'histoire se déroule du 5 juin 1940 au 15 juin 1940.
Résumé : Été 1940. L'armée d'Hitler fond sur Paris, mettant des millions de civils sur les routes. Au milieu de ce chaos, l'espion britannique Charles Henderson cherche désespérément à retrouver deux jeunes Anglais traqués par les nazis. Sa seule chance : accepter l'aide de Marc Kilgour, douze ans, un gamin débrouillard qui s'est enfui de son orphelinat. Les services de renseignements britanniques comprennent peu à peu que ces enfants constituent des alliés insoupçonnables.

### Tome 2,Le Jour de l'Aigle(Eagle Day)
Le livre est paru en Angleterre en juin 2009 et en France le 1er septembre 2010.
L'histoire se déroule du 15 juin 1940 au 1er octobre 1940.
Résumé : Derniers jours de l'été 1940. Un groupe d'adolescents mené par l'espion anglais Charles Henderson tente vainement de fuir la France occupée. Malgré les officiers nazis lancés à leurs trousses, ils se voient confier une mission d'une importance capitale : réduire à néant les projets allemands d'invasion de la Grande-Bretagne. L'avenir du monde libre est entre leurs mains…

### Tome 3,L'Armée secrète(Secret Army)
Le livre est paru en Angleterre en février 2010 et en France le 5 janvier 2011.
L'histoire se déroule de janvier 1941 à février 1941.
Résumé : Début 1941. Fort de son succès en France occupée, Charles Henderson est de retour en Angleterre avec six orphelins prêts à se battre au service de Sa Majesté. Livrés à un instructeur intraitable, ces apprentis espions se préparent pour leur prochaine mission d'infiltration en territoire ennemi. Ils ignorent encore que leur chef, confronté au mépris de sa hiérarchie, se bat pour convaincre l'état-major britannique de ne pas dissoudre son unité.

### Tome 4,Opération U-Boot(Grey Wolves)
Le livre est paru en Angleterre en février 2011 et en France le 5 novembre 2011.
L'histoire se déroule du 20 avril 1941 à début août 1941.
Résumé : Printemps 1941. Assaillie par l'armée nazie, la Grande-Bretagne ne peut compter que sur ses alliés américains pour obtenir armes et vivres. Mais les cargos sont des proies faciles pour les sous-marins allemands, les terribles U-boots. Charles Henderson et ses jeunes recrues partent à Lorient avec l'objectif de détruire la principale base de sous-marins allemands. Si leur mission échoue, la résistance britannique vit sans doute ses dernières heures…

### Tome 5,Le Prisonnier(The Prisoner)
Le livre est paru en Angleterre en février 2012 et en France le 17 octobre 2012.
L'histoire se déroule en juin 1943.
Résumé : Juin 1943, Marc Kilgour est emprisonné dans un camp de travaux forcés en Allemagne en vivant de rations de famine. En craignant qu’il soit incapable de survivre à l’hiver venant, il détermine un plan d’évasion audacieux avec trois amis de cellule, mais le plan va tourner au désastre,…

### Tome 6,Tireurs d'élite(One Shot Kill)
Le livre est sorti en Angleterre le 1er novembre 2012 est paru en France le 2 octobre 2013.
L'histoire se déroule en juillet 1943 et août 1943.
Résumé : Milieu de l’année 1943, la guerre commence finalement à se retourner contre l’Allemagne et le Japon. Hitler développe une nouvelle arme radicale, qui pourraient faire tourner la guerre en sa faveur. Un an après la capture de Marc, l’équipe d’Henderson est enfin réunifiée et part à la chasse de cette arme secrète que détient l’armée allemande. Leur plan : faire sauter la base où l’arme est en cours de développement, mais les alliés veulent mettre la main sur la technologie d’Hitler et l’équipe d’Henderson doit être formée pour devenir de vrais tireurs d’élite et terminer leur dernière mission avec une précision chirurgicale.

### Tome 7,L'Ultime Combat(Scorched Earth)
Le livre est sorti en Angleterre en février 2013 et est annoncé en France pour le 3 septembre 2014.
L'histoire se déroule en juin 1944.
Résumé : Les Alliés ont débarqué dans le Nord de la France. Henderson et son équipe doivent saboter les lignes d'approvisionnement allemandes. Mais les Allemands, en phase de retrait, sont plus dangereux que jamais, ce qui aura pour conséquence de rendre cette mission la plus dangereuse qu'ils aient jamais effectuée.